# جورج إتش غاي جونيور
جورج إتش غاي جونيور (بالإنجليزية: George H. Gay)‏ هو ضابط أمريكي، ولد في 8 مارس 1917 في واكو في الولايات المتحدة، وتوفي في 21 أكتوبر 1994 في ماريتا في الولايات المتحدة.